# Ján Stanislav
Ján Stanislav (Liptovský Ján, Áustria-Hungria, 12 de dezembro de 1904 – Liptovský Mikuláš, Checoslováquia, 29 de julho de 1977 ) foi um linguista eslovaco e especialista em estudos eslavos.

## Vida
Ele nasceu em Liptovský Ján em dezembro de 1904. Stanislav estudou estudos eslavos e estudos românicos na Universidade Comenius em Bratislava, mas também nas universidades de Paris, Cracóvia e Liubliana . Graduou-se na Faculdade de Filosofia da Universidade Comenius em Bratislava em 1928. Depois trabalhou como assistente e docente no Seminário Eslavo da universidade. Em 1936, tornou-se professor de linguística eslava comparada e eslavo eclesiástico antigo . Ele tratou das condições linguísticas e culturais na Grande Morávia, mas também da gramática histórica eslovaca, a história mais antiga da língua eslovaca e dos eslovacos. O nome de Jan Stanislav Instituto de Eslavismo da Academia Eslovaca de Ciências homenageia seu trabalho.

## Trabalhos selecionados
- 1932 Liptovské nárečia [Os dialetos de Liptov].
- 1935 Pôvod východoslovenských nárečí [A origem dos dialetos eslovacos orientais]
- 1933 Československá mluvnica [Uma gramática da Checoslovaca]
- 1948 Slovenský juh v stredoveku [O Sul da Eslováquia na Idade Média] (2 volumes)
- 1955–1962 Slovenská historická gramatika [Uma gramática histórica eslovaca]
- 1956–1973 Dejiny slovenského jazyka [Uma História da Língua Eslovaca] (5 volumes)
- 1978, 1987 Starosloviensky jazyk I. – II. [Antigo Eslavo Eclesiástico I. – II. ]

## Prêmios
- Ordem de Ľudovít Štúr de 2005 (in memoriam)